# Seututie 738
Pour les articles homonymes, voir Route 738.
La route régionale 738 (finnois : Seututie 738) est une route régionale allant de Voltti à Kauhava jusqu'à Kortesjärvi à Kauhava en Finlande,,.

## Présentation
La seututie 738 est une route régionale d'Ostrobotnie du Sud.

## Parcours
- Kauhava
  - Voltti
  - Näsi
  - Perkiömäki
  - Tuhkasaari
  - Fräntilä
  - Kortesjärvi